# Сан-Сальваторе-Монферрато
Сан-Сальваторе-Монферрато (італ. San Salvatore Monferrato, п'єм. San Salvator) — муніципалітет в Італії, у регіоні П'ємонт,  провінція Алессандрія.
Сан-Сальваторе-Монферрато розташований на відстані близько 470 км на північний захід від Рима, 70 км на схід від Турина, 10 км на північний захід від Алессандрії.
Населення — 4347 осіб (2014).
Щорічний фестиваль відбувається 6 червня. Покровитель — святий Киріяк.

## Демографія
Населення за роками:

Станом на 1 січня 2023 року в муніципалітеті офіційно проживав 171 іноземець з 34 країн, серед них 54 громадяни країн Євросоюзу та 8 громадян України.

## Сусідні муніципалітети
- Алессандрія
- Кастеллетто-Монферрато
- Лу
- Мірабелло-Монферрато
- Куарньєнто
- Валенца